# Stichting CREA

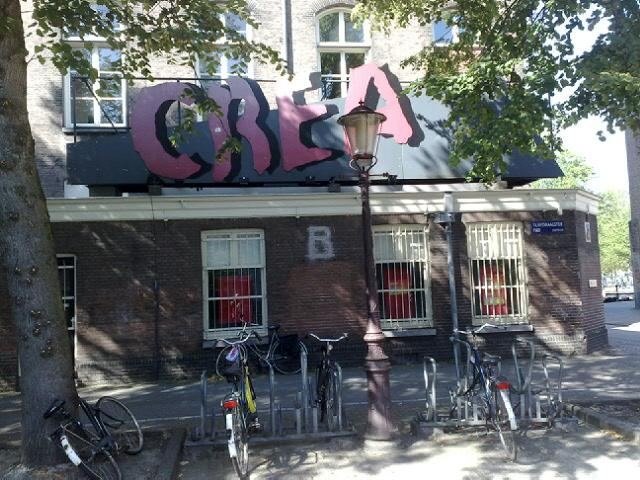
Het oude hoofdgebouw van CREA op het Binnengasthuisterrein

Stichting CREA, meestal gewoon CREA genoemd, is het cultureel studentencentrum van de Universiteit van Amsterdam (UvA) en de Hogeschool van Amsterdam (HvA). CREA richt zich dan ook met name op studenten van deze twee onderwijsinstellingen, maar ook medewerkers van deze instellingen, oud-studenten en anderen kunnen bij CREA terecht.
CREA verzorgt cursussen op het gebied van muziek, theater, dans, beeldende kunst, videokunst, fotografie en literatuur. Er worden regelmatig voorstellingen, concerten en tentoonstellingen georganiseerd. Verder organiseert CREA lezingen over onderwerpen uit de wetenschap, kunst en maatschappij onder de noemer CREA Debat. CREA huisvest in haar gebouw op de Nieuwe Achtergracht in Amsterdam ook ruim 30 studentenverenigingen en verhuurt studio's tegen zeer schappelijke prijzen.
CREA beschikt over een modern geoutilleerde theaterzaal, het CREA Theater, en een grote muziekzaal ten behoeve van repetities en uitvoeringen. Het CREAcafé is een drukbezocht studentencafé. Sinds medio jaren tachtig waren de voorzieningen van CREA gevestigd aan het Turfdraagsterpad en de Vendelstraat op het terrein van het Binnengasthuis in de Amsterdamse binnenstad. In januari 2012 verhuisde dit alles naar een geheel gerenoveerd pand op de nieuwe universiteitscampus op het Roeterseiland.

## Studentenkoor Amsterdam
Het Studentenkoor Amsterdam (SKA) is een groot oratoriumkoor met 60 tot 90 leden. Hoewel het officieel aangeboden wordt als CREA cursus geniet het SKA grote zelfstandigheid bij repertoirekeuze en wordt grotendeels georganiseerd door een zeskoppig productiebestuur gevormd door vrijwilligers uit het koor.

## CREA Orkest
Het CREA Orkest werd opgericht in 1988 als een kamerorkest-cursus bij de Stichting CREA en staat sinds die tijd onder leiding van dirigent Bas Pollard. Het concert, bestaande uit geschoolde amateurs, groeide uit tot een volwaardig symfonieorkest met naar eigen zeggen circa 75 vaste leden. Het CREA Orkest is een studentenorkest, maar naast studenten van de Universiteit van Amsterdam (UvA) en de Hogeschool van Amsterdam (HvA) bevinden zich onder de leden ook een groot aantal alumni van de UvA en HVA in verschillende leeftijdscategorieën en enkele conservatoriumstudenten.
Eens in de zoveel tijd biedt het orkest zijn diensten aan als begeleidingsorkest voor solisten, evenementen en koor- en operaprojecten. Het CREA Orkest is een laagdrempelig orkest in de zin dat er voor de strijkers geen audities zijn. In plaats daarvan is er een wederzijdse proefperiode van een maand. Voor de blazers worden er wel audities georganiseerd.